# 第38回主要国首脳会議

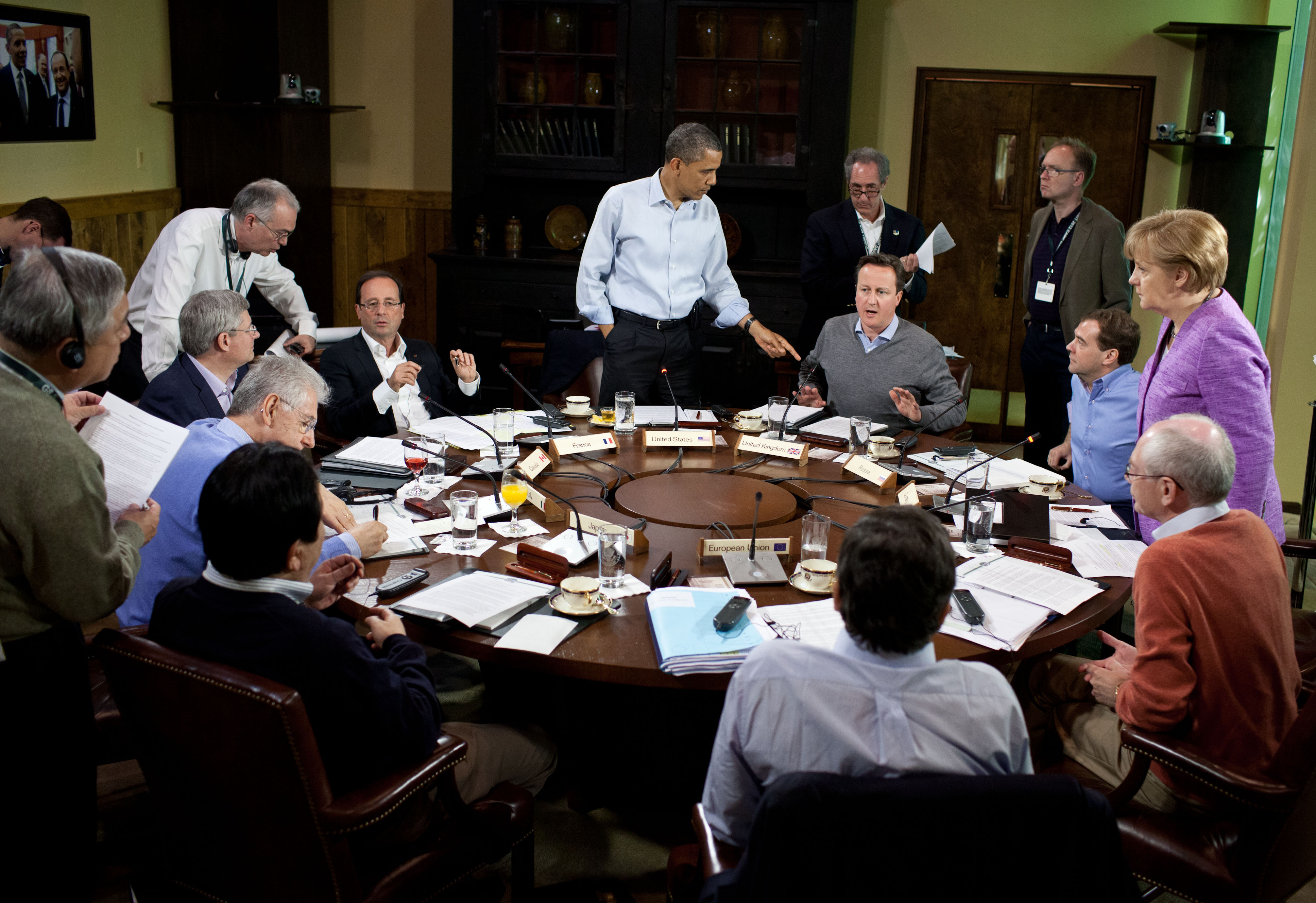
中央上のオバマ米大統領から時計回りに、キャメロン英首相、メドヴェージェフ露首相、メルケル独首相、ファン・ロンパイ欧州理事会議長、バローゾ欧州委員会委員長、野田佳彦首相、モンティ伊首相、ハーパー加首相、オランド仏大統領。

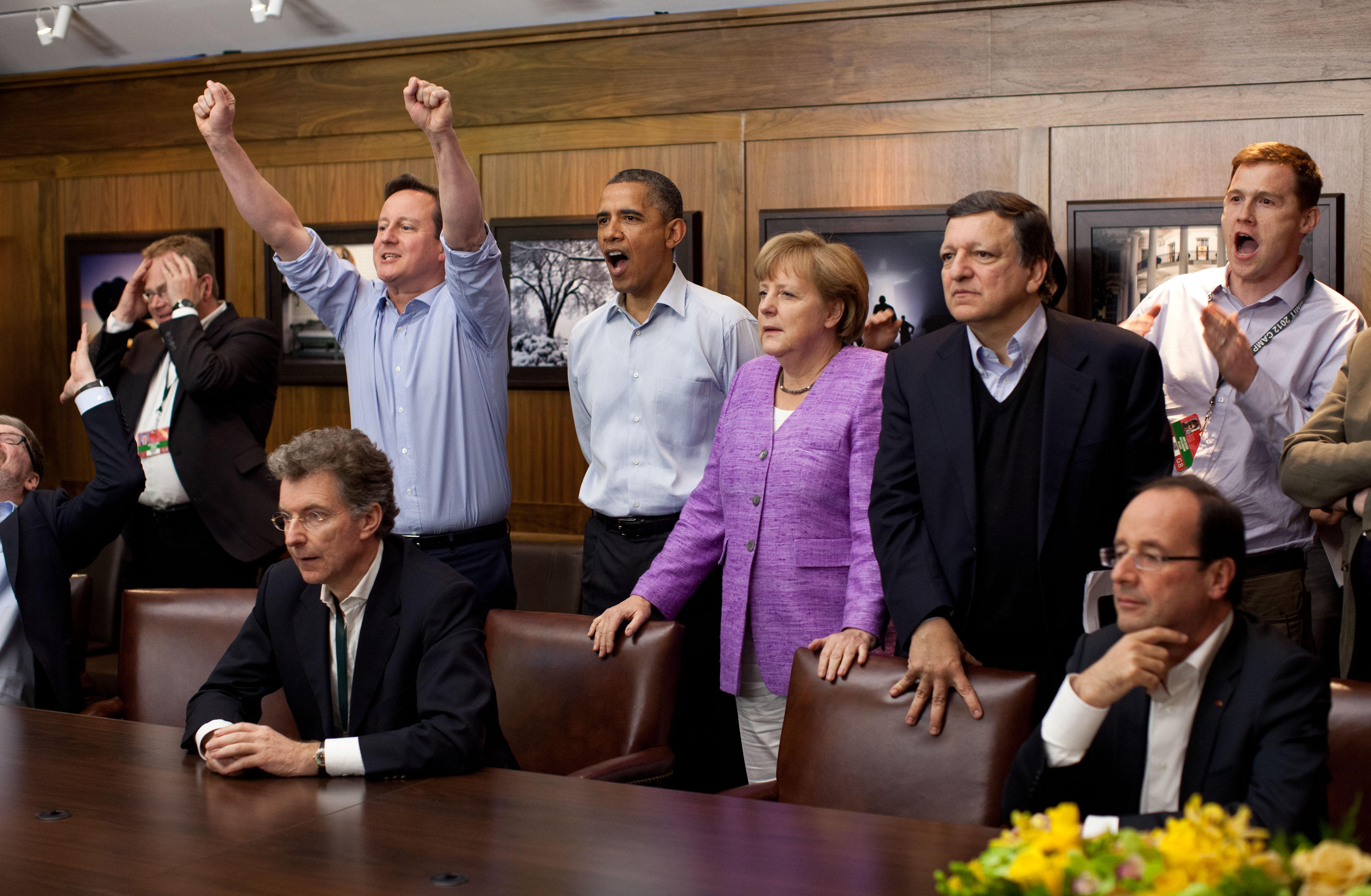
UEFAチャンピオンズリーグ 2011-12 決勝、チェルシー（イングランド）対バイエルン・ミュンヘン（ドイツ）のPK戦を観戦する首脳たち。左から、ガッツポーズのキャメロン英首相、オバマ米大統領、メルケル独首相、バローゾ欧州委員会委員長、オランド仏大統領。

第38回主要国首脳会議（だい38かいしゅようこくしゅのうかいぎ、英語：38th G8 Summit）は、2012年にアメリカ合衆国のメリーランド州・キャンプ・デービッドにて開催された主要国首脳会議。別称はキャンプ・デービッド・サミット。

## 出席者
- バラク・オバマ（議長・アメリカ合衆国大統領）
- フランソワ・オランド（フランス共和国大統領）
- デーヴィッド・キャメロン（イギリス首相）
- アンゲラ・メルケル（ドイツ連邦首相）
- 野田佳彦（日本国内閣総理大臣）
- マリオ・モンティ（イタリア閣僚評議会議長）
- スティーヴン・ハーパー（カナダ首相）
- ドミートリー・メドヴェージェフ（ロシア首相）※
- ヘルマン・ファン・ロンパイ（欧州理事会議長）
- ジョゼ・マヌエル・ドゥラン・バローゾ（欧州委員会委員長）

※ウラジーミル・プーチン大統領ではなくドミートリー・メドヴェージェフ首相が出席した理由は、建前では大統領に就任したばかりで新体制作りに専念するためとしているが、同年ロシアで開催予定のアジア太平洋経済協力ウラジオストク会議にアメリカのオバマ大統領が大統領選挙を理由に欠席することをすでに表明しており、その報復的な措置だったとも言われている。

## 日程
- 2012年5月18日 - 5月19日

## 主な議論
- 世界の石油市場に関するG8首脳声明
- 食料安全保障及び栄養に関するG8の行動
- エネルギー及び気候変動に関するG8の行動
- 移行期にあるアラブ諸国とのドーヴィル・パートナーシップに関するG8の行動
- 知的財産権・偽造及び不正医薬品への対処
- 2012年不拡散及び軍縮に関する宣言

## トピック
野田は誕生日が5月20日であったため、初日夜の晩さん会は、野田の祝いもかねてだったという。